# Josinkangnim
Josinkangnim (v korejském originále 여신강림, Yeosin-gangnim; anglicky True Beauty) je jihokorejský televizní seriál z roku 2020, v němž hrají Moon Ga-young, Cha Eun-woo, Hwang In-jop a Park Yoo-na. Vysílal se na stanici tvN od 9. prosince 2020 do 4. února 2021 každou středu a čtvrtek ve 22:30 pro 16 epizod.

## Obsazení
- Moon Ga-young jako Lim Ju-kyung
- Cha Eun-woo jako Lee Su-ho
- Hwang In-jop jako Han So-džun
- Park Yoo-na jako Kang Su-jin